# Better Off Ted
Better Off Ted é uma série de comédia norte-americana, criada e escrita por Victor Fresco, que também serve como o produtor executivo do show. A série estreou na rede ABC em 18 de março de 2009 e terminou em 26 de janeiro de 2010.